# تیم رالی جهانی برزیل
تیم رالی جهانی برزیل (انگلیسی: Brazil World Rally Team) یک تیم اتوموبیل‌رانی است که در مسابقات رالی قهرمانی جهان مابین سال‌های ۲۰۱۱ تا ۲۰۱۳ شرکت می‌کرده‌است، مرکز این تیم در شهر سالوادور، باهیا، برزیل و گروس انتسرسدورف، اتریش قرار دارد.